# Leopold Zborowski

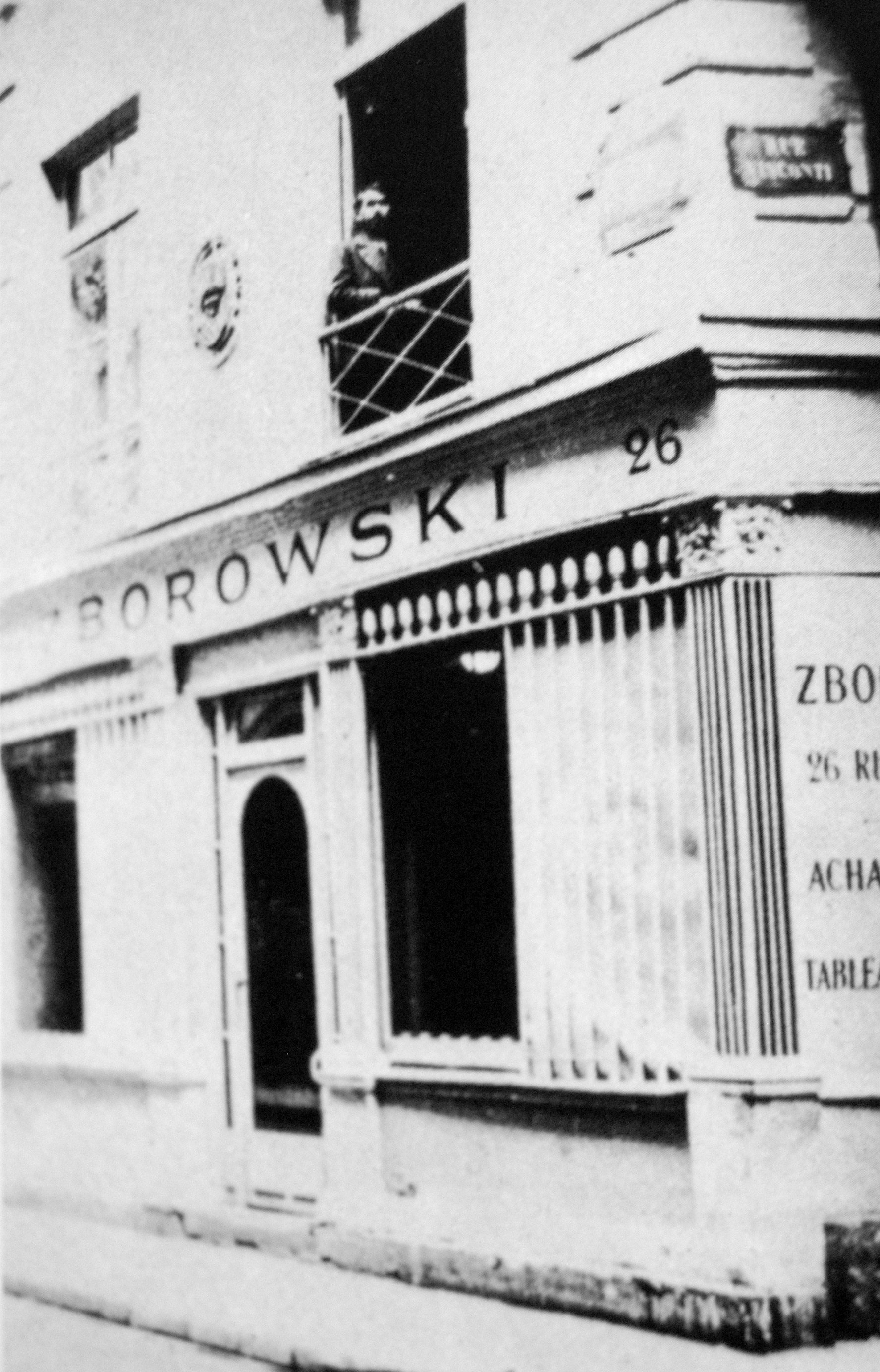
Paryska galeria Zborowskiego przy rue de Seine, 1926

Leopold Zborowski (ur. 10 marca 1889 w Zaleszczykach, zm. 1932 w Paryżu) – polski marszand i poeta pochodzenia żydowskiego. Opiekun i promotor m.in. żydowskich malarzy imigrantów związanych z École de Paris.

## Życiorys
W Paryżu zamieszkał w  1913, początkowo jako bukinista zarabiając na życie handlem książkami i grafikami. Później zajął się handlem obrazami, korzystając ze stosunków w paryskiej Akademii Sztuk Pięknych. Jako bywalec kawiarni La Rotonde w dzielnicy Montparnasse, będącej miejscem spotkań malarzy paryskiej bohemy, poznał Mojżesza Kislinga, wychowanka Józefa Pankiewicza z krakowskiej ASP, a za jego pośrednictwem – malarzy ówczesnej awangardy. Wkrótce stworzył galerię malarstwa, promującą twórczość takich artystów, jak Marc Chagall, Aleksiej Jawlensky, Paul Klee, Pablo Picasso, Paul Cézanne, André Derain, Aristide Maillol, Maurice de Vlaminck, Georges Rouault i Maurice Utrillo. Promował też malarzy polskich.
W marcu 1916 roku poznał Amedeo Modiglianiego, z którym pozostał w długiej przyjaźni i zaczął kupować jego prace, zawierając stały kontrakt na sprzedaż jego obrazów. Modigliani namalował kilka portretów Zborowskiego, który opiekował się chorym artystą. W tym samym roku Zborowski wyjechał z żoną i Lunią Czechowską, żoną polskiego emigranta, do Nicei i Cagnes-sur-Mer.
Zborowski był organizatorem pierwszych wystaw Amedeo Modiglianiego w Paryżu 1917, 1921, 1924) i w Londynie 1919. Po zgonie Modiglianiego (1920) Zborowski przejął wszystkie pozostawione przez artystę obrazy i rzeźby, a pracownię malarza zajął wychowanek Józefa Pankiewicza, Jan Wacław Zawadowski z Krakowa. 
Zborowski zaopiekował się też żydowskim malarzem Chaimem Soutinem, w 1918 zapewniając mu pobyt w pirenejskim Céret, gdzie Soutine stworzył cykl krajobrazów, a następnie zawierając z nim kontrakt w 1919 (podobny kontrakt wcześniej zawarł z M. Utrillo w 1918). W 1926 otworzył własną galerię przy rue de Seine, gdzie wystawiał m.in. prace polskich artystów (Józefa Pankiewicza w 1927, Henryka Haydena).
Niektóre publikacje podają, że Zborowski rozstał się z Anną Sierzpowską i związał się z Paulette Jourdain; w istocie nigdy nie opuścił swej żony (Zborowscy traktowali Paulette bardzo familijnie i młoda Bretonka długo zamieszkiwała z nimi). Anna Zborowska latami pomagała mężowi w prowadzeniu interesów marszanda, a kiedy ciężko zachorował – całkowicie przejęła jego obowiązki. 
W roku 1926 znaczne dochody umożliwiły Zborowskiemu wynajęcie domu w Le Blanc, niewielkiej miejscowości nad rzeką Creuse, który oddał do dyspozycji promowanych przez siebie artystów.
Światowy kryzys ekonomiczny w 1929 odbił się również na handlu dziełami sztuki. Po ciężkiej chorobie Zborowski zmarł w nędzy w roku 1932 i został pochowany w grobie dla ubogich.